# アン・コトン
株式会社アン・コトンは東京都豊島区に本社を置く、洋服のお直しサロン「アン・コトン」を展開する事業。

## 沿革
- 1983年4月-西友オズ大泉店、牛久店にインショップとして2店同時オープン。
- 1995年6月-新潟市に新潟工房を開設。
- 1999年1月-ユニバーサルファッション協会会員となる。
- 2003年7月-新たにさいたま工房を開設。
- 同年11月-新規部門としてインターネットによるネットお直し便をスタート。
- 2006年10月-さいたま工房、新潟工房において、品質マネジメントシステム規格を取得。

## 出店エリア
- 東京都、千葉県、埼玉県、神奈川県、茨城県、栃木県、群馬県、新潟県。